# オレラリ
オレラリ（Ole Lali）は、南太平洋の島国サモア独立国の国営放送局・サモア放送（Samoa Broadcasting Corporation）のテレビチャンネル「テレビサモア」で現地時間の19時ごろ（後述）から45分間放送されている「地域密着型」情報番組である。

## 概要
司会者は番組プロデューサー兼任のヨセフォ・ピリ・タウリーマ。NHKに留学し番組の制作の全てを勉強してきたという。NHKから学んだ経験を元に作った番組である。
放送開始時刻は日本のように19時00分00秒きっかりではなく「大体19時ごろ」である。
平均視聴率は約90%以上で、放送時刻になると街から人が消えるという。

## 番組の人気コーナー
- あなたの誕生日お祝いします
放送当日に誕生日を迎えた人たちを延々と紹介するコーナー。申し込んだ視聴者に全員放送する。
- あなたの死亡お悔やみします
最近亡くなった住民を写真入りで紹介するコーナー。
- 今日のお知らせサモア
主に政府広報や国内行事の告知を放送するほか、借金の督促、緊急ニュースを放送。ただし緊急ニュースといっても「迷子になりました」「財布を落としました」といった些細な内容のものがほとんどである。